# 国東塔

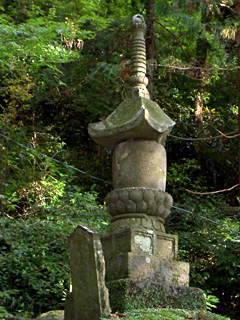
岩戸寺国東塔

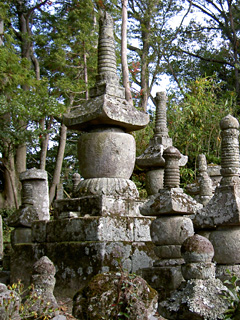
財前家国東塔

国東塔（くにさきとう）は、大分県国東半島を中心に分布する宝塔の一種。一般の宝塔が台座を有さないのに対して、国東塔は基礎と塔身の間に反花または蓮華座、ものによっては双方からなる台座を有するのが外観上の最大の特徴である。

## 概要
国東塔の総数は約500基といわれ、その分布は大分県内北部から西部にも及ぶが、約9割が国東半島に集中している。国東塔が造られた目的は、納経、家門の繁栄祈願、墓標、逆修（死後の冥福を祈って生前に仏事を行うこと）などのためとされる。
鎌倉時代後期の弘安6年（1283年）の銘がある岩戸寺の国東塔が在銘最古のものであり、以降、南北朝時代、室町時代を経て、江戸時代に至るまでの様々な時代の国東塔が確認されている。
国東塔という名は、京都帝国大学の天沼俊一が1912年（明治45年）に富貴寺大堂の修理に国東半島を訪れた際に、一帯に特異な形式の宝塔が分布していることを知り、地名に因んで名づけたものである。
地元古老には『いぐりんさん』と呼ばれている。

## 主要な国東塔
- 重要文化財（国指定）[5]
  - 照恩寺（しょうおんじ）宝塔 - 正和5年（1316年） 国東市武蔵町三井寺（昭和8年1月23日指定）
  - 岩戸寺（いわとじ）宝塔 - 弘安6年（1283年） 国東市国東町岩戸寺（昭和8年1月23日指定）
  - 長木家（ちょうきけ）宝塔 - 元亨元年（1321年） 国東市国東町東堅来（昭和29年3月20日指定）
  - 宝塔（国東塔） - 元徳2年（1330年） 杵築市大田石丸（昭和29年3月20日指定）
  - 財前家（ざいぜんけ）宝塔（国東塔） - 元応3年（1321年） 杵築市大田小野（昭和29年3月20日指定）
  - 宝塔（国東塔） - 建武2年（1335年） 国東市安岐町朝来（昭和29年3月20日指定）
- 大分県指定有形文化財[5]
  - 石造宝塔（国東塔）（西光寺） - 国東市武蔵町吉広（昭和32年3月26日指定）
  - 石造宝塔（国東塔）（熊野区） - 豊後高田市田染平野（昭和32年3月26日指定）
  - 石造宝塔（国東塔） - 豊後高田市田染平野（昭和32年3月26日指定）
  - 石造宝塔（国東塔）（別宮社） - 国東市国見町伊美（昭和33年3月25日指定）
  - 石造宝塔（国東塔）（神宮社） - 国東市国東町横手（昭和33年3月25日指定）
  - 石造宝塔（国東塔）（願成就寺） - 速見郡日出町藤原（昭和34年3月20日指定）
  - 石造宝塔（国東塔）（小谷区） - 杵築市山香町内河野（昭和34年3月20日指定）
  - 国東塔 - 杵築市山香町山浦（昭和38年2月15日指定）
  - 国東塔（田原若宮八幡社） - 杵築市大田永松（昭和40年3月9日指定）
  - 石造国東塔 - 国東市国見町千灯（昭和45年3月31日指定）
  - 石造国東塔（両子寺） - 国東市安岐町両子（昭和46年3月23日指定）
  - 仁聞国東塔（千燈寺） - 国東市国見町千灯（昭和47年3月21日指定）
  - 真覚寺国東塔 - 国東市国見町野田（昭和47年3月21日指定）
  - 龍蓮寺国東塔（下波多方区） - 杵築市大田波多方（昭和47年3月21日指定）
  - 花月園国東塔 - 杵築市大田沓掛（昭和49年3月19日指定）
  - 下川久保国東塔（下川久保区） - 速見郡日出町藤原（昭和49年3月19日指定）
  - 宝命寺国東塔（宝命寺） - 国東市武蔵町小城（昭和51年3月30日指定）
  - 智恩寺国東塔（智恩寺） - 豊後高田市鼎（昭和53年3月21日指定）
  - 長安寺国東塔（長安寺） - 豊後高田市加礼川（昭和54年5月15日指定）
  - 城山国東塔（上真木区） - 豊後高田市田染真木（昭和54年5月15日指定）
  - 福寿寺薬師堂磨崖国東塔（陽平区蔵） - 豊後高田市田染平野（昭和55年4月8日指定）
  - 安養寺国東塔 - 豊後高田市中真玉（昭和58年4月12日指定）
  - 雲雀丘国東塔 - 豊後高田市臼野（昭和58年4月12日指定）
  - 焼尾塔ノ本国東塔 - 豊後高田市夷（平成4年3月27日指定）